# Châu Hưng, Thạnh Trị
Châu Hưng là một xã thuộc huyện Thạnh Trị, tỉnh Sóc Trăng, Việt Nam.

## Địa lý
Xã Châu Hưng nằm ở phía tây huyện Thạnh Trị, có vị trí địa lý: 
- Phía đông giáp thị trấn Hưng Lợi
- Phía tây giáp xã Vĩnh Lợi và tỉnh Bạc Liêu
- Phía nam giáp tỉnh Bạc Liêu
- Phía bắc giáp xã Vĩnh Lợi và xã Vĩnh Thành.

Xã Châu Hưng có diện tích 28,71 km², dân số năm 2022 là 8.949 người, mật độ dân số đạt 311 người/km².

## Hành chính
Xã Châu Hưng được chia thành 7 ấp: 13, 23, Kinh Ngay 2, Quang Vinh, Tàn Dù, Tràm Kiến, Xóm Tro 2.

## Lịch sử
Ngày 21 tháng 4 năm 1979, Hội đồng Chính phủ ban hành Quyết định số 174-CP về việc thành lập xã Nam Quang trên cơ sở một phần của xã Châu Hưng.
Ngày 16 tháng 9 năm 1989, Hội đồng Bộ trưởng ban hành Quyết định số 128-HĐBT về việc sáp nhập xã Nam Quang vào xã Châu Hưng.
Sau khi phân vạch địa giới hành chính, xã Châu Hưng có 4,564,23 ha diện tích tự nhiên và 16.095 nhân khẩu.
Ngày 23 tháng 12 năm 2009, Chính phủ ban hành Nghị quyết số 64/NQ-CP về việc thành lập thị trấn Hưng Lợi trên cơ sở điều chỉnh 1.947,19 ha diện tích tự nhiên và 11.901 người của xã Châu Hưng.
Sau khi điều chỉnh địa giới hành chính, xã Châu Hưng còn lại 2.883,57 ha diện tích tự nhiên và 6.211 người.